# ميغيل إسكوبار
ميغيل إسكوبار (بالإسبانية: Miguel Alejandro Escobar)‏ (24 أغسطس 1995 بمورينو في الأرجنتين - ) هو لاعب كرة قدم أرجنتيني في مركز الوسط. لعب مع ديبورتيس ماجالانز.

## وصلات خارجية
- ميغيل إسكوبار على موقع قاعدة بيانات كرة القدم.إي يو (الإنجليزية)
- ميغيل إسكوبار على موقع Soccerway.com (الإنجليزية)